# District d'Onga
Le district d'Onga (遠賀郡, Onga-gun) est un district de la préfecture de Fukuoka, au Japon.
Lors du recensement de 2000, sa population était de 97 176 habitants pour une superficie de 93 km2.

## Communes du district
- Ashiya
- Mizumaki
- Okagaki
- Onga